# Mobb Boss
Mobb Boss — чотирнадцятий студійний альбом американського репера Keak da Sneak, виданий 18 травня 2010 р. лейблами Yurps World Entertainment та Select-O-Hits. У записі платівки взяли участь Сан Квінн, Лейс Лено, Shady Nate та ін. 
Звукорежисер, зведення, продюсер: Big Hollis. Бек-вокал на «Call Me»: Джейд. Скретчі на «I Stay»: Big Hollis. Реліз посів 96-ту сходинку Top R&B/Hip-Hop Albums.

## Список пісень
1. «Mobb Boss» — 0:44
2. «Rims on Everything» — 3:18
3. «Lights Out» (з участю Big Hollis та Lace Leno) — 4:35
4. «One Two Step» — 3:50
5. «Talk Is Cheap» — 4:19
6. «Pop That Thing» (з участю Big Hollis) — 4:27
7. «After Sex Towel» (з участю San Quinn) — 3:22
8. «Team Work» (з участю The Farm Boyz та Dubee) — 4:16
9. «The Man» (з участю Eklips da Hustla та Shady Nate) — 3:29
10. «Go Hard» (з участю Big Hollis) — 3:10
11. «I Stay» (з участю San Quinn) — 3:32
12. «Gone» — 3:27
13. «Call Me» — 5:06
14. «Outro» — 0:46